# Unai Simón
Unai Simón Mendibil (baskicky: [unai s̺imon]; španělsky: [uˈnaj siˈmon];*11. června 1997 Vitoria-Gasteiz) je španělský profesionální fotbalový brankář, který hraje ve španělském klubu Athletic Bilbao a ve španělském národním týmu.

## Klubová kariéra
Simón se narodil ve městě Vitoria-Gasteiz v Baskicku, a v roce 2011 se dostal do mládežnického systému Athletic Bilbao z CD Aurrerá de Vitoria. Debutoval mezi dospělými v týmu CD Basconia, farmě Athleticu, v sezóně 2014/15 v Tercera División.
Dne 8. června 2016 se Simón posunul do rezervního týmu, který hrál v té době Segunda División B. Okamžitě se stal brankářskou jedničkou týmu a během sezóny odehrál 29 utkání. Dne 13. července 2018 prodloužil smlouvou do roku 2023, a odešel na hostování do druholigového Elche CF o dva týdny později.
Dne 15. srpna 2018, po odchodu Kepy Arrizabalagy do Chelsea a zranění Iaga Herrerína, byl Simón povolán zpátky z hostování. V klubu debutoval o pět dní později, při domácím vítězství 2:1 proti CD Leganés. Ve svém třetím ligovém utkání hrál Simón, při remíze 1:1 s Realem Madrid, provedl několik klíčových zákroků a byl jmenován hráčem zápasu. Když se však Herrerín v říjnu 2018 zotavil ze zranění, opět se z něj stala gólmanská jednička, přičemž Simón nastoupil v následujících čtyřech měsících jen do zápasů v Copa del Rey.
V prvním ligovém kole sezóny 2019/20 proti Barceloně startoval v bráně Bilbaa Unai Simón, v náročném utkání udržel čisté konto. pozici brankářské jedničky si udržel po celou sezónu, odehrál 33 zápasů v lize, inkasoval 29 gólů a skončil na třetím místě v Zamora Trophy. V 37. kole byl vyloučen během prvního poločasu proti CD Leganés po faulu na Bryana Gila mimo pokutové území. Athletic Bilbao prohrál zápas o deseti 2:0, a ztratil tak šanci na kvalifikaci do Evropské ligy UEFA.
V srpnu 2020 prodloužil smlouvu až do roku 2025.

## Reprezentační kariéra
Dne 1. září 2017 debutoval Simón v týmu do 21 let proti Itálii. Byl nominován na Mistrovství Evropy do 21 let 2019, kde odehrál první zápas základní skupiny, ve zbylých zápasech chytal Antonio Sivera. Španělsko celý turnaj vyhrálo.
Simón byl poprvé poprvé povolán do seniorské reprezentace 20. srpna 2020 na úvodní dva zápasy Ligy národů UEFA 2020/21. Přesto, že před několika dny udělal v ligovém zápase hrubku, která vedla k inkasování branky, 11. listopadu 2020 v reprezentaci debutoval, a to v přátelském utkání proti Nizozemsku.

## Statistiky

### Klubové
K 20. březnu 2021
| Klub              | Sezóna  | Liga               | Liga   | Liga | Pohár  | Pohár | Evropské poháry | Evropské poháry | Ostatní | Ostatní | Celkem | Celkem |
| Klub              | Sezóna  | Liga               | Zápasy | Góly | Zápasy | Góly  | Zápasy          | Góly            | Zápasy  | Góly    | Zápasy | Góly   |
| ----------------- | ------- | ------------------ | ------ | ---- | ------ | ----- | --------------- | --------------- | ------- | ------- | ------ | ------ |
| Basconia          | 2014/15 | Tercera División   | 14     | 0    | —      | —     | —               | —               | —       | —       | 14     | 0      |
| Basconia          | 2015/16 | Tercera División   | 22     | 0    | —      | —     | —               | —               | —       | —       | 22     | 0      |
| Basconia          | Celkem  | Celkem             | 36     | 0    | —      | —     | —               | —               | —       | —       | 36     | 0      |
| Athletic Bilbao B | 2016/17 | Segunda División B | 29     | 0    | —      | —     | —               | —               | —       | —       | 29     | 0      |
| Athletic Bilbao B | 2017/18 | Segunda División B | 29     | 0    | —      | —     | —               | —               | 2       | 0       | 31     | 0      |
| Athletic Bilbao B | Celkem  | Celkem             | 58     | 0    | 0      | 0     | —               | —               | 2       | 0       | 60     | 0      |
| Athletic Bilbao   | 2018/19 | La Liga            | 7      | 0    | 4      | 0     | —               | —               | —       | —       | 11     | 0      |
| Athletic Bilbao   | 2019/20 | La Liga            | 34     | 0    | 3      | 0     | —               | —               | —       | —       | 37     | 0      |
| Athletic Bilbao   | 2020/21 | La Liga            | 28     | 0    | 3      | 0     | —               | —               | 2       | 0       | 33     | 0      |
| Athletic Bilbao   | Celkem  | Celkem             | 69     | 0    | 10     | 0     | 0               | 0               | 2       | 0       | 81     | 0      |
| Celkem            | Celkem  | Celkem             | 163    | 0    | 10     | 0     | 0               | 0               | 4       | 0       | 177    | 0      |

### Reprezentační
K 31. březnu 2021
| Španělsko | Španělsko | Španělsko |
| Rok       | Zápasy    | Góly      |
| --------- | --------- | --------- |
| 2020      | 3         | 0         |
| 2021      | 3         | 0         |
| Celkem    | 6         | 0         |

## Ocenění

### Klubové

#### Athletic Bilbao
- Supercopa de España: 2020[20]

### Reprezentační

#### Španělsko U19
- Mistrovství Evropy do 19 let: 2015[21]

#### Španělsko U21
- Mistrovství Evropy do 21 let: 2019[16]